# Valeriu Ciupercă
Valeriu Ciupercă (Tiraspol, 12 giugno 1992) è un calciatore moldavo, centrocampista della Dinamo Stavropol'.

## Carriera

### Club
Ha giocato nella prima divisione moldava, in quella russa ed in quella kazaka.

### Nazionale
Nel 2011 ha giocato 5 partite nella nazionale moldava Under-21 ed una partita in nazionale maggiore.

## Palmarès

### Club

#### Competizioni nazionali
- Pervenstvo Futbol'noj Nacional'noj Ligi: 1

Tambov: 2018-2019